# Амран Аль-Джассасі
Амран Амур Хумайд Аль-Джассасі (араб. عمران عامر حميد الجساسي; нар. 11 березня 1996, Оман) — оманський футболіст, півзахисник еміратського клубу «Аль-Дафра».

## Клубна кар'єра
Народився в Омані, але футболом розпочав займатися в Об'єднаних Арабських Еміратах. На юнацькому та молодіжному рівні виступав за «Хаур-Факкан», «Аль-Джазіру» та «Аль-Айн».
На початку січня 2018 року вирішив спробувати свої сили в Європі та переїхав до Литви, де став гравцем «Стумбраса». У футболці каунаського клубу дебютував 4 квітня 2018 року в переможному (4:0) домашньому поєдинку 6-го туру А-ліги Литви проти «Йонави». Амран вийшов на поле на 63-ій хвилині, замінивши Вілюса Арманавичюса. У сезоні 2018 року виходив на поле у 5-ти матчах чемпіонату Литви (сумарно перебував на полі 53 хвилини), а також 1 поєдинок у Лізі Європи УЄФА (зіграв 4 хвилини наприкінці поєдинку). На початку серпня 2018 року залишив «Стумбрас», після чого перебував без команди.
У середині травня 2019 року повернувся до Об'єднаних Арабських Еміратів, де уклав договір з «Шарджею». Вперше до заявки першої команди потрапив 11 травня 2019 року на програний (2:3) виїзний поєдинок 24-го туру Ліга Перської затоки проти «Аль-Васла», але просидів усі 90 хвилин на лаві запасних. У травні 2019 року 3 рази потапляв до заявки на матч «Шарджі», але в жодному з них на полі так і не з'явився. 
8 липня 2019 року підписав контракт з «Аль-Дафра». За нову команду дебютував 19 вересня 2019 року в програному (0:2) виїзному поєдинку 1-го туру Ліга Перської затоки проти «Аль-Джазіри». Аль-Джассасі вийшов на поле на 75-ій хвилині, замінивши Халеда Бавазіра.

## Статистика виступів

### Клубна
Станом на 16 листопада 2019.
| Клуб           | Сезон          | Ліга                 | Ліга  | Ліга | Кубок | Кубок | Конт. кубок | Конт. кубок | Інші  | Інші | Загалом | Загалом |
| Клуб           | Сезон          | Дивізіон             | Матчі | Голи | Матчі | Голи  | Матчі       | Голи        | Матчі | Голи | Матчі   | Голи    |
| -------------- | -------------- | -------------------- | ----- | ---- | ----- | ----- | ----------- | ----------- | ----- | ---- | ------- | ------- |
| «Стумбрас»     | 2018           | А-ліга Литва         | 5     | 0    | 0     | 0     | 1           | 0           | 0     | 0    | 6       | 0       |
| «Шарджа»       | 2018–19        | Ліга Перської затоки | 0     | 0    | 0     | 0     | –           | –           | 0     | 0    | 0       | 0       |
| «Аль-Дафра»    | 2019–20        | Ліга Перської затоки | 6     | 0    | 0     | 0     | –           | –           | 0     | 0    | 6       | 0       |
| Усього за клуб | Усього за клуб | Усього за клуб       | 11    | 0    | 0     | 0     | 1           | 0           | 0     | 0    | 12      | 0       |

Коментарі
1. ↑  Матчі в Лізі Європи УЄФА

## Досягнення

### Клубні
«Стумбрас»
- Кубок Литви
  -  Фіналіст (1): 2018

- Суперкубок Литви
  -  Фіналіст (1): 2018